# William Hampson
William Hampson (* 14. März 1854 in Bebington, Cheshire; † 1. Januar 1926 bei London) war ein britischer Erfinder bekannt für ein Luftverflüssigungsverfahren.
Hampson besuchte die Manchester Grammar School und studierte ab 1874 an der Universität Oxford (Trinity College) klassische Philologie mit dem Master-Artium 1881. Danach ging er an den Inner Temple in London, um Anwalt zu werden (er taucht aber in keiner Anwaltsliste auf). Seine naturwissenschaftlichen Kenntnisse brachte er sich anscheinend autodidaktisch bei, da über eine entsprechende Ausbildung nichts bekannt ist. 1895 tauchte er überraschend mit seiner Erfindung in der wissenschaftlichen Welt auf.
Hampson war Berater von Brin´s Oxygen Company (ab 1906 British Oxygen Company) in Westminster (London), die sein am 23. Mai 1895 zum Patent angemeldetes Verfahren zur Luftverflüssigung unter Verwendung des Joule-Thomson-Effekts und Gegenstromkühlung (also ähnlich dem Linde-Verfahren) vermarktete. Es war das erste Patent für Luftverflüssigung, da das Patent von Carl von Linde erst am 5. Juni angemeldet wurde. Allerdings war das Patent von Linde vollständiger (Hampson reichte eine volle Beschreibung 1896 ein) und Linde, der sich seit Jahrzehnten damit befasste, hatte die Methode schon vor Kollegen demonstriert (er benannte auch explizit den Joule-Thomson-Effekt im Gegensatz zu Hampson, der diesen zwar beschrieb, dessen Namen aber nicht erwähnte). Hampson und Brin´s Oxygen Company lieferten auch verflüssigte Gase an William Ramsay, die seine Nobelpreis-gekrönten Entdeckungen von Edelgasen erst ermöglichten, und Hampson arbeitete mit Ramsay zusammen. Über sein Verfahren geriet er in einen Prioritätsstreit über die Verflüssigung von Wasserstoff mit James Dewar mit einem Austausch in den Seiten von Nature (1897, 1898). Auch Dewar hatte schon lange daran gearbeitet, der Durchbruch gelang ihm aber erst nach Hampsons Erfindung. Außer dem Patent für Luftverflüssigung hielt Hampson noch weitere für die Trennung der verflüssigten Gase. Linde erhielt die Patente in Kontinentaleuropa und in den USA und man einigte sich mit ihm auch in England, als Brin´s Oxygen seine Patente erwarb und ihn zu einem der Direktoren machte (was er bis zum Ausbruch des Ersten Weltkriegs blieb).
1896 erhielt er eine Lizenz als Apotheker und 1909 ein Lizenziat in Medizin von der Society of Apothecaries und praktizierte ab 1910 an Londoner Krankenhäusern (wie dem Queen´s Hospital for Children). Er entwickelte eine grobe Form eines elektrischen Herzschrittmachers (indirekt durch periodische Reizung großer Körpermuskel) und er verbesserte Röntgenröhren und war ein führendes Mitglied der britischen Röntgen-Gesellschaft.
Er hielt Vorträge über Naturwissenschaften in der Erwachsenenbildung des University College London, woraus zwei populärwissenschaftliche Bücher entstanden. Sie zeigen nach Mansel Davies Originalität und Beherrschung der Naturwissenschaften.
1907 veröffentlichte er seine Vision einer Wirtschaft ohne Kredite und  Schulden (Modern Thraldom: A New Social Gospel, London 1907).

## Schriften
- Radium Explained, 1905
- Paradoxes of Nature and of Science, 1906